# Raozan
Raozan est une upazila du Bangladesh dans le district de Chittagong. En 1991, on y dénombrait 274 344 habitants.